# Carlinhos Brown
Carlinhos Brown (Salvador, 23 november 1962) is een Braziliaans percussionist en singer-songwriter.

## Leven
Geboren als Antonio Carlos Santos de Freitas nam hij de artiestennaam Brown aan ter ere van het Black Panther-lid H. Rap Brown en de zanger James Brown.
Hij is succesvol in zowel Brazilië als het buitenland. Niettemin is hij altijd in de zwarte sloppenwijk Candeal van Salvador blijven wonen. Hier fungeert hij inmiddels als een voorbeeldfiguur, vanwege zijn inzet op het gebied van sociale ontwikkeling. Zo pakt hij problemen in zijn woonwijk aan als drugshandel en geweld, maar ook achterstandsproblematiek zoals gebrek aan elektriciteit, water en hygiëne.
In de achterstandswijk heeft hij een ultramoderne opnamestudio en een muziekschool gebouwd waar hij kansen biedt aan de lokale inwoners. Verder bouwde hij er een concertruimte met een capaciteit van meer dan 1000 bezoekers.

## Genre
Door zijn samenwerking met muzikanten uit Afrika en opname van elementen uit de Afrikaanse muziek gaf hij een impuls aan de Braziliaanse traditionele muziek. Zijn muziek is een mix van funk, rock en soul met elementen van Braziliaanse en Caraïbische muziek, al zijn er meer invloeden te ontdekken zoals candombe, salsa, hiphop, rap en zelfs klassieke muziek.
In zijn optredens combineert hij verschillende tradities, zoals Braziliaanse folklore, Portugees-christelijke mythologie en Afrikaanse spiritualiteit.

## Muzikale loopbaan
Hij stond aan de wieg van de muziek- en carnavalsgroep Timbalada en was de gastzanger en percussionist in de song Rattamahatta op het album Roots van de Braziliaanse heavymetalband Sepultura.
In 2002 richtte hij de muziekgroep Tribalistas op met Arnaldo Antunes en Marisa Monte. Het lied Já sei namorar belandde in de Braziliaanse hitparades op de eerste plaats en ook met zijn tweede lied, Velha infância, werd een succes.

## Discografie
- 1996 Alfagamabetizado
- 1998 Omelete Man
- 2001 Bahia do Mundo: Mito e Verdade
- 2003 Carlinhos Brown é Carlito Marrón
- 2004 Candyall Beat
- 2006 Candombless
- 2007 A Gente Ainda Nao Sonhou
- 2010 Diminuto

## Onderscheidingen

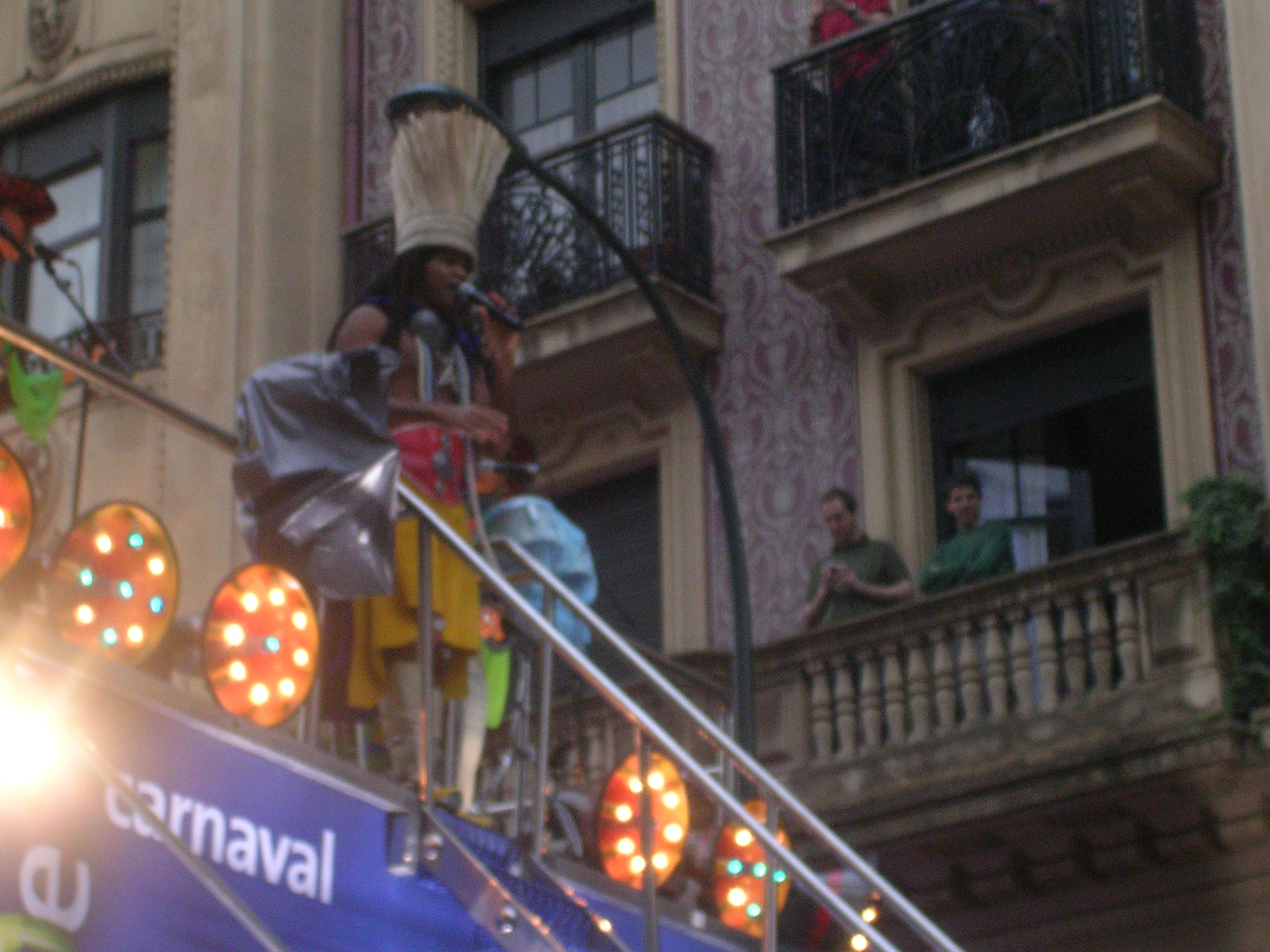
Brown in Bilbao in 2005

Brown ontving verschillende onderscheidingen op sociaal terrein:
- 1999: Latijns-Amerikaanse leider voor het nieuwe millennium, CNN-Time Warner
- 2002: UNESCO-prijs in de categorie Jeugd
- 2002: Certificaat voor Best Practice van UN Habitat
- 2003: Prins Claus Prijs voor de bestrijding van problemen in de sloppenwijk Candeal
- 2003: Internationale Samenwerkingsprijs, Caja Granada, voor zijn werk in de maatschappij
- 2004: Boodschapper van de waarheid van UN Habitat

Ook op muzikaal terrein werd hij meermaals onderscheiden. Met de band Tribalistas behaalde hij in 2003 een drievoudig platina en met het album Carlito Marrón behaalde hij goud. Hij won vijf maal een Latin Grammy:
- 2000: Beste Braziliaanse song: Amor I Love You
- 2003: Beste popalbum: Tribalistas
- 2004: Beste popalbum: Carlito Marrón
- 2006: Beste popsong: O Bonde do Dom
- 2007: Beste album: A Gente Ainda Não Sonhou

Verder won hij nog verschillende andere nationale en internationale prijzen:
- 1993: Beste Latijns-Amerikaanse CD, Billboard Magazine, voor Timbalada
- 1996: Trophée RFI/SACEM
- 2003: Amigo-prijs, Spanje, voor Beste Latijnse album, met Tribalistas
- 2003: Amigo-prijs, Spanje, voor Beste Latijnse nieuwe artiest
- 2003: Beste internationale artiest, FestivalBar, Italië, met Tribalistas
- 2003: Ondas-prijs, Spanje, voor beste artiest of groep aan Tribalistas
- 2005: Goya-prijs van de Academie van Spaanse Cinema voor beste song Zambie Mameto
- 2007: 12 Meses 12 Causas Award van Telecinco, Spanje, voor beste solo-optreden

- Bibsys: 5009332
- Biblioteca Nacional de España: XX1166513
- Bibliothèque nationale de France: cb139812922 (data)
- Gemeinsame Normdatei: 135044537
- International Standard Name Identifier: 0000 0003 6860 3492
- Library of Congress Control Number: no98111337
- MusicBrainz: 4c61c6e4-b8d2-45b5-b31a-ab064f5ef9f4
- Nationale Bibliotheek van Israël: 987007324751805171
- Réseau des bibliothèques de Suisse occidentale: 02-A003047906
- Istituto Centrale per il Catalogo Unico: UBOV823717
- SNAC: w6jd5hdd
- Système universitaire de documentation: 080797059
- Trove: 1449517
- Virtual International Authority File: 44493454
- WorldCat: E39PCjGTjtFq3K3WP3hyjRqKHP